# POWER5

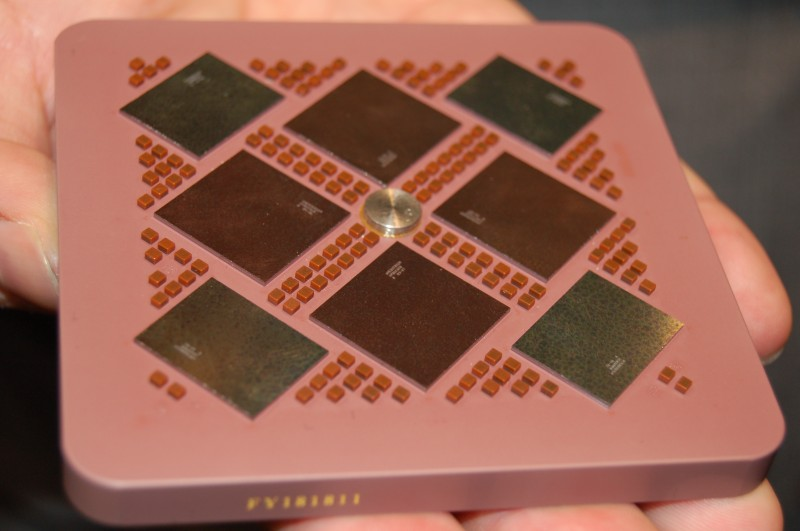
Multi-chip module met vier POWER5-processors

De POWER5 is een 64-bits microprocessorarchitectuur die wordt ontwikkeld en geproduceerd door IBM.
De POWER5-processor is de tweede generatie multikernprocessor van IBM, met betere cachemanagementmogelijkheden en flexibele inzet van processoren, geheugen, I/O adapters, etc.
Door middel van micropartitionering en andere technieken zijn Power5-systemen flexibel in gebruik en schaalbaar voor diverse applicaties.
De processor wordt gebruikt voor de System p-servers (RS6000), die geschikt zijn om zowel AIX als Linux als besturingssysteem te draaien. Daarnaast worden de processoren ook gebruikt in de System i-servers (AS/400) die i5/OS, AIX en Linux als besturingssysteem ondersteunen.
Volgens IBM biedt deze architectuur diverse voordelen, zoals lage kosten, flexibiliteit en een hoge mate van beschikbaarheid.
IBM heeft op 21 mei 2007 de opvolger POWER6 aangekondigd.